# Dinegro metróállomás
Dinegro egy metróállomás Olaszországban, Genova városában a Genovai metró 1-es vonalán.

## Nevezetességek a közelben
| Név      | Típus        | Koordináta                                               | Kép |
| -------- | ------------ | -------------------------------------------------------- | --- |
| Matitone | felhőkarcoló | é. sz. 44,411372°, k. h. 8,906630°44.411372°N 8.906630°E |     |

## Kapcsolódó állomások
A metróállomáshoz az alábbi állomások vannak a legközelebb:
- Principe (Brignole, Genoa Metro)
- Brin (Brin, Genoa Metro)